# Saison 10 de Famille d'accueil
Chronologie
Saison 9 Saison 11
Cet article présente les épisodes de la dixième saison de la série télévisée française Famille d'accueil (2001-2016).

## Distribution
- Virginie Lemoine : Marion Ferrière
- Christian Charmetant : Daniel Ferrière
- Lucie Barret : Charlotte Ferrière
- Samantha Rénier : Juliette Ferrière
- Smaïl Mekki : Khaled
- Doriane Louisy Louis-Joseph : Louise Ferrière
- Antoine Ferey : Tim Ferrière
- Firmine Richard : Marguerite

## Épisodes

### Épisode 1:Le Cadet de mes soucis
- France : 2012 sur France 3

Depuis quelque temps, les relations se sont singulièrement dégradées entre Corentin, 12 ans, et Erwan, 14 ans, son frère aîné. Lorsque Corentin s’en prend dangereusement à son aîné, Maylis, leur mère, décide de demander son placement en famille d’accueil. Marion découvre que Corentin est un enfant médicament. Il a été conçu pour permettre la greffe de moelle qui a permis de sauver son frère.

### Épisode 2:Vue sur Internet
- France : 2012 sur France 3

César Domboy (Stan)
La famille Ferrière se voit confier la garde de Laura, jeune lycéenne et ancienne amie de Louise, en réponse à l’absentéisme récurrent de ses parents. 
En permanence sur son téléphone à filmer tout ce qu’elle vit ainsi que les gens qu’elle croise, elle se retrouve bientôt confrontée aux problèmes liés à l’usage sans limite des réseaux sociaux, et aux conséquences que cela implique sur sa vie au lycée : sa vie privée étalée au grand jour, ainsi que les rumeurs qui vont avec... 

### Épisode 3:Ying et Yang
- France : 2012 sur France 3

Marie Ling demande l'asile politique pour que sa mère ne l'envoie pas en Chine. 

### Épisode 4:Nage libre
- France : 2012 sur France 3

Laeticia est placée chez les Ferrière. Elle prépare les qualifications des championnats de France de natation mais sa santé ne doit pas en pâtir.

### Épisode 5:No Life
- France : 2012 sur France 3

Solal est placé car il s'est battu et ses notes chutent. Marion part en week-end avec Daniel pour fêter leur 25 ans d'amour et c'est Charlotte qui veille sur le nouveau pensionnaire. Elle s’aperçoit alors de son addiction aux jeux vidéo.

### Épisode 6:Mal de mère
- France : 2012 sur France 3

### Épisode 7:Esprit de corps
- France : 2012 sur France 3

### Épisode 8:Un diamant brut
- France : 2012 sur France 3

Lilian est placé chez les Ferrière car son père est emprisonné pour vol et ses frères ne peuvent s'occuper de lui sans exercer de mauvaises influences.

### Épisode 9:Une petite héroïne
- France : 2012 sur France 3

Vanessa est placée pour avoir acheté de l'héroïne mais cela cache autre chose.

### Épisode 10:Retour d'affection
- France : 2012 sur France 3

Tristan est placé car son père, un homme d'affaires influent, est en déplacement et que les finances de l'ASE dépendent de ses relations. Marion se rendra compte que Tristan est un adolescent sensible qui manque de confiance en lui.